# Axel von Petersdorff
Axel Paul Julius von Petersdorff (9. veljače 1861. – 24. studenog 1933.) je bio njemački general i vojni zapovjednik. Tijekom Prvog svjetskog rata zapovijedao je 50. pričuvnom divizijom, 2. gardijskom pričuvnom divizijom i XVII. korpusom na Zapadnom bojištu. 

## Vojna karijera
Axel von Petersdorff rođen je 9. veljače 1861. u Gollnowu u Pomeraniji. Čin poručnika dostigao je 1882. godine, dok je u travnju 1913. postao zapovjednikom 5. gardijske grenadirske pukovnije sa sjedištem u Berlinu.

## Prvi svjetski rat
Na početku Prvog svjetskog rata Petersdorff postaje zapovjednikom 3. gardijske pješačke brigade koja se na Zapadnom bojištu nalazila u sastavu 2. armije kojom je zapovijedao Karl von Bülow. Navedenom brigadom zapovijeda do srpnja 1916. kada preuzima zapovjedništvo nad 50. pričuvnom divizijom s kojom sudjeluje u Bitci na Sommi u kojoj je divizija pretrpjela teške gubitke. U studenom 1916. Petersdorff postaje zapovjednikom 2. gardijske pričuvne divizije. Tijekom 1917. godine s navedenom divizijom sudjeluje u Bitci kod Arrasa i Trećoj bitci kod Ypresa, dok u proljeće 1918. sudjeluje u Proljetnoj ofenzivi. U svibnju 1918. promaknut je u čin general poručnika. U kolovozu 1918. postaje zapovjednikom XVII. korpusa zamijenivši na tom mjestu Günthera von Etzela s kojim korpusom sudjeluje u završnim borbama Prvog svjetskog rata.

## Poslije rata
Nakon završetka rata Petersdorff je ostao u vojsci, te je zapovijedao 20. pješačkom divizijom smještenom u Kasselu. Navedenom divizijom zapovijedao je do rujna 1919. godine.
Axel von Petersdorff preminuo je 24. studenog 1933. godine u 72. godini života. 

## Vanjske poveznice
(eng.) Axel von Petersdorff na stranici Prussianmachine.com

(njem.) Axel von Petersdorff na stranici Deutschland14-18.de  Arhivirana inačica izvorne stranice od 4. ožujka 2016. (Wayback Machine)